# Sridevi
Sridevi (em tâmil: ஸ்ரீதேவி; nascida Shree Amma Yanger; 13 de agosto de 1963 - 24 de fevereiro de 2018) foi uma atriz e produtora de cinema indiana que trabalhou  filmes em hindi, tâmil, telugo, malaiala e canarês.
Começou a atuar com quatro anos de idade, iniciando em Bollywood no filme Julie de 1975. Interpretou sua primeira personagem adulta no filme em tamil Moondru Mudichu. Converteu-se numa das atrizes mais famosas da década de 1980 e princípios de 1990. Deixou a indústria em 1997 para criar a suas filhas. Durante sua carreira ganhou cinco Prêmios Filmfare.

## Carreira
Sridevi começou sua carreira como atriz infantil no filme em tamil de 1967 Kandan Karunai, no papel da jovem Lord Muruga, e atuou em muitos filmes em tamil, telugu, canarés, hindi e malabar a partir de então.
Em 1976, Sridevi conseguiu seu primeiro papel protagonista em Moondru Mudichu, dirigida por K. Balachander, onde atuou junto às estrelas em ascensão Rajinikanth e Kamal Haasan. Depois atuou numa série de filmes com Haasan e Rajnikanth novamente. Com o primeiro, atuou em filmes como Gurú , Sankarlal, Sigappu Rojakkal, Thaayillamal Naan Illai , Meendum Kokila, Vazhvey Maayam, Varumayin Niram Sivappu, Neela Malargal, Moondram Piraí e 16 Vayathinile; e com Rajnikanth apareceu em filmes como Gayathri, Dharma Yuddham, Priya , Johnny, Ranuva Veeran, Pokkiri Raja, Thanikattu Raja, Adutha Varisu e Naan Adimai Illai.
A atriz morreu por afogamento acidental numa banheira do hotel onde estava hospedada, em 24 de fevereiro de 2018.